# مارک گولی
مارک گولی (انگلیسی: Mark Golley؛ زادهٔ ۲۸ اکتبر ۱۹۶۲) بازیکن فوتبال اهل بریتانیا است.
از باشگاه‌هایی که در آن بازی کرده‌است می‌توان به باشگاه فوتبال ولینگ یونایتد و باشگاه فوتبال ساتون یونایتد اشاره کرد.